# Place Anneessens
Pour les articles homonymes, voir Anneessens.
La place Anneessens (en néerlandais : Anneessensplein ; en bruxellois : àven à mèt, d'où son surnom en français Ancien Vieux Marché) est une place du centre de Bruxelles, située le long du boulevard Maurice Lemonnier.

## Historique
Avec les sept rues qui en rayonnent, elle a été aménagée en 1639 sur le pré aux Foulons délimité par la rue d'Anderlecht, la Senne et la Petite Senne.
Jusqu’au voûtement de la Senne, l'endroit accueillait le « vieux marché ». La création des prestigieux boulevards centraux ayant attiré une population plus aisée et les riverains se plaignant d'être incommodés par « sa pouillerie et ses puces », les étals de fripes et d'objets divers sont transférés, le 15 mars 1873, à la place du Jeu de Balle, dans le quartier populaire des Marolles. Les Bruxellois désignent alors les lieux comme « àven à mèt », soit ancien vieux marché.
En 1889, on gratifie la place du nom de François Anneessens (1660-1719), doyen du métier des Quatre Couronnés, décapité en 1719 pour avoir défendu les libertés communales contre les autorités des Pays-Bas autrichiens. Une statue de Thomas Vinçotte (1889) en rappelle le souvenir.
Le fond de la place est dominé par les somptueux bâtiments de l’ancienne école communale no 13, occupés aujourd’hui par l’Institut Lucien Cooremans et la haute école Francisco Ferrer. Pour dédoubler l’école surpeuplée de la rue du Vautour, la Ville fait appel à un ardent défenseur du style néo-renaissance flamande, Charles-Émile Janlet.

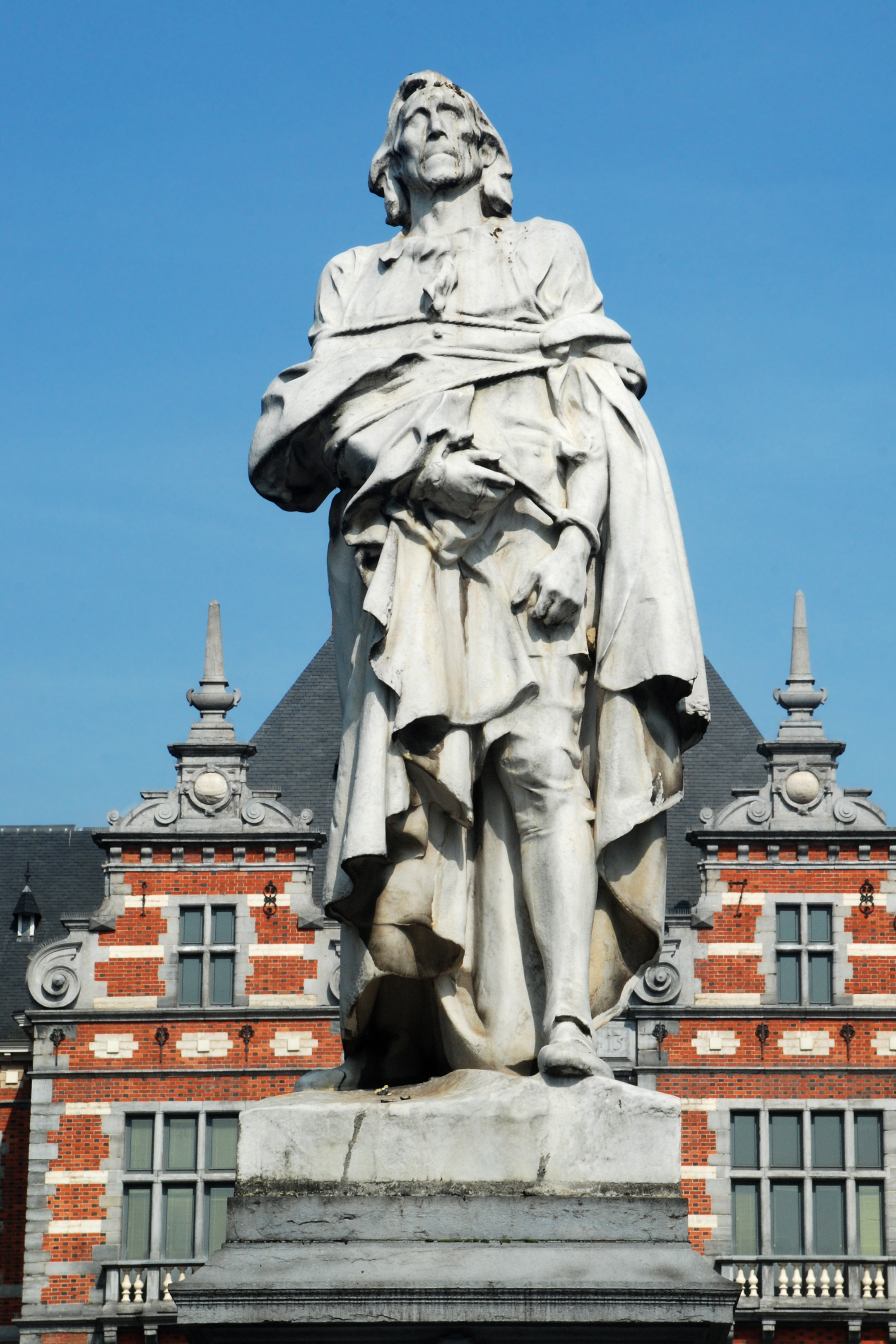
Monument à François Anneessens

## Accès
Ce site est desservi par la station de prémétro Anneessens.